# 麥克勞克林鎮區 (北卡羅萊納州霍克縣)
麥克勞克林鎮區（英語：McLauchlin Township）是位於美國北卡羅萊納州霍克縣的一個鎮區。

## 地方資料
麥克勞克林鎮區的面積為89.87平方千米，皆為陸地。根據2020年美國人口普查的數據，當地共有人口27157人，而人口密度為每平方千米302.18人。